# Jean Canneel

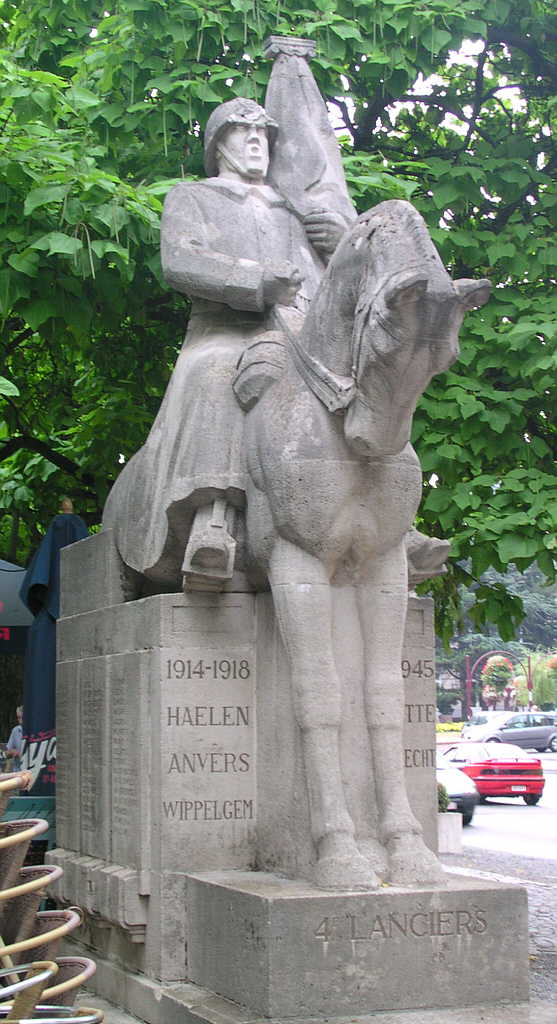
Monument voor het 4e regiment lansiers (1932) in Spa

Jean Emile Albert Canneel (Sint-Joost-ten-Node, 11 oktober 1889 – Sint-Gillis, 1 september 1963) was een Belgisch beeldhouwer, medailleur en kunstschilder.

## Leven en werk
Jean Canneel was een zoon van ingenieur Jules-Marie Canneel (1857-1940) en Marie Eugénie Emilie Van Langenhoven. Zijn vader was architect en vanaf 1894 leraar architectuur aan de academie in Sint-Gillis, hij schilderde en tekende ook. Andere kunstzinnige familieleden waren Jeans grootvader, de schilder Théodore-Joseph Canneel en Jeans broers Jules, Eugène en Marcel Canneel die beeldhouwer of schilder waren. Jean Canneel werkte enige tijd op het decoratieatelier van Georges Houtstont. Hij studeerde aan de Koninklijke Academie voor Schone Kunsten van Brussel (1907-1913) als leerling van Charles Van der Stappen en Victor Rousseau. Canneel ontwierp onder meer bustes, medailles, oorlogsmonumenten en standbeelden. Zijn werk ontwikkelde zich van een realistische naar een versoberde, kubistische vormgeving, hoewel bij een aantal werken de invloed van het expressionisme blijkt.
Hij was lid van de Conseil National des Arts plastiques de Belgique en de Cercle Artistique d'Auderghem. Canneel exposeerde meerdere malen, onder andere samen met zijn broer Marcel bij de Cercle d'Art du Vieux Cornet in Ukkel (1920) en de Cercle Artistique et Littéraire in Brussel (1924). Van 1947 tot 1963 was hij leraar aan de academie in Sint-Gillis. In deze periode schilderde hij ook. Hij werd benoemd tot officier in de Leopoldsorde.
Jean Canneel overleed op 73-jarige leeftijd. In het jaar na zijn overlijden werden hij met twee tentoonstellingen herdacht; met een retrospectief in het stadhuis van Elsene en een expositie in de Galerie au Cheval de Verre in Brussel, waarbij naast Jeans werk dat van zijn grootvader en broers werd getoond.

## Enkele werken
- 1922 oorlogsmonument in Lembeke. Canneel ontwierp de centrale zuil, het werk werd uitgevoerd door beeldhouwer Gaston Dobbelaere. In 1947-1948 werden aan weerszijden arduinen herdenkingsstenen toegevoegd. Op de rechter werd een door Canneel gemaakt bronzen portretmedaillon van jonkvrouw Madeleine M.J. gravin d'Alcantara (1917-1945) aangebracht.
- 1932 monument voor het 4e regiment lansiers in Spa.
- 1929 penning met portret van Fernand Bernier, burgemeester van Sint-Gillis.
- 1947 marmeren buste van Jules Hanse, burgemeester van Sint-Gillis 1944-1947, collectie Koninklijke Musea voor Schone Kunsten van België (KMSKB).
- 1949 marmeren buste van Louis Coenen, burgemeester van Sint-Gillis 1947-1952, collectie KMSKB.
- 1957 monument voor koning Leopold II van België in Luluaburg, Congo.
- 1958 Zomer, een van de Vier seizoenen in het Jubelpark in Brussel. De andere seizoensbeelden werden gemaakt door Oscar Jespers (winter), Henri Puvrez (lente) en Gustave Fontaine (herfst).[6]
- bas-reliëf voor het Institut agronomique in Gembloers.

## Galerij

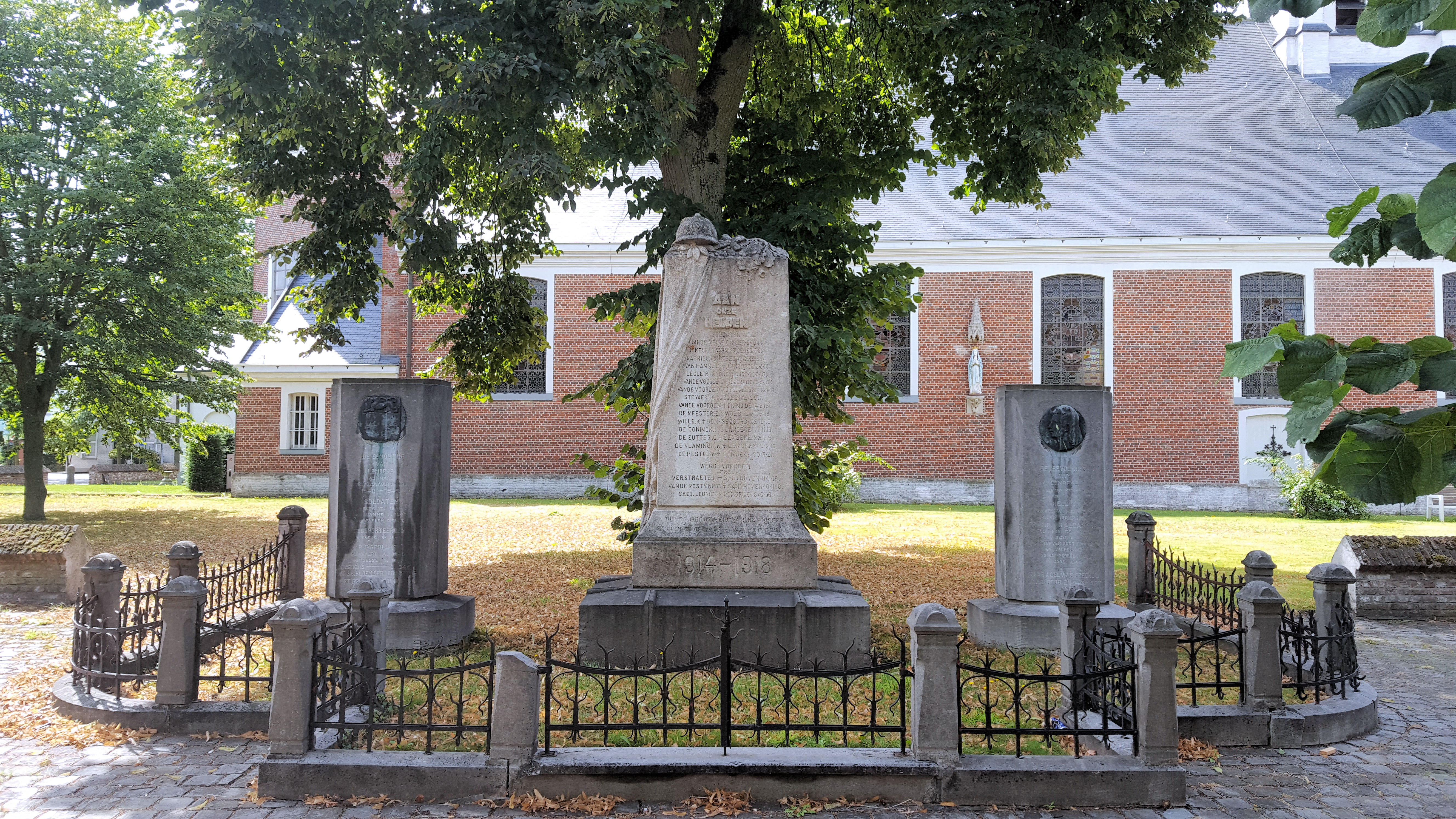
Oorlogsmonument (1922, 1947-1948), Lembeke
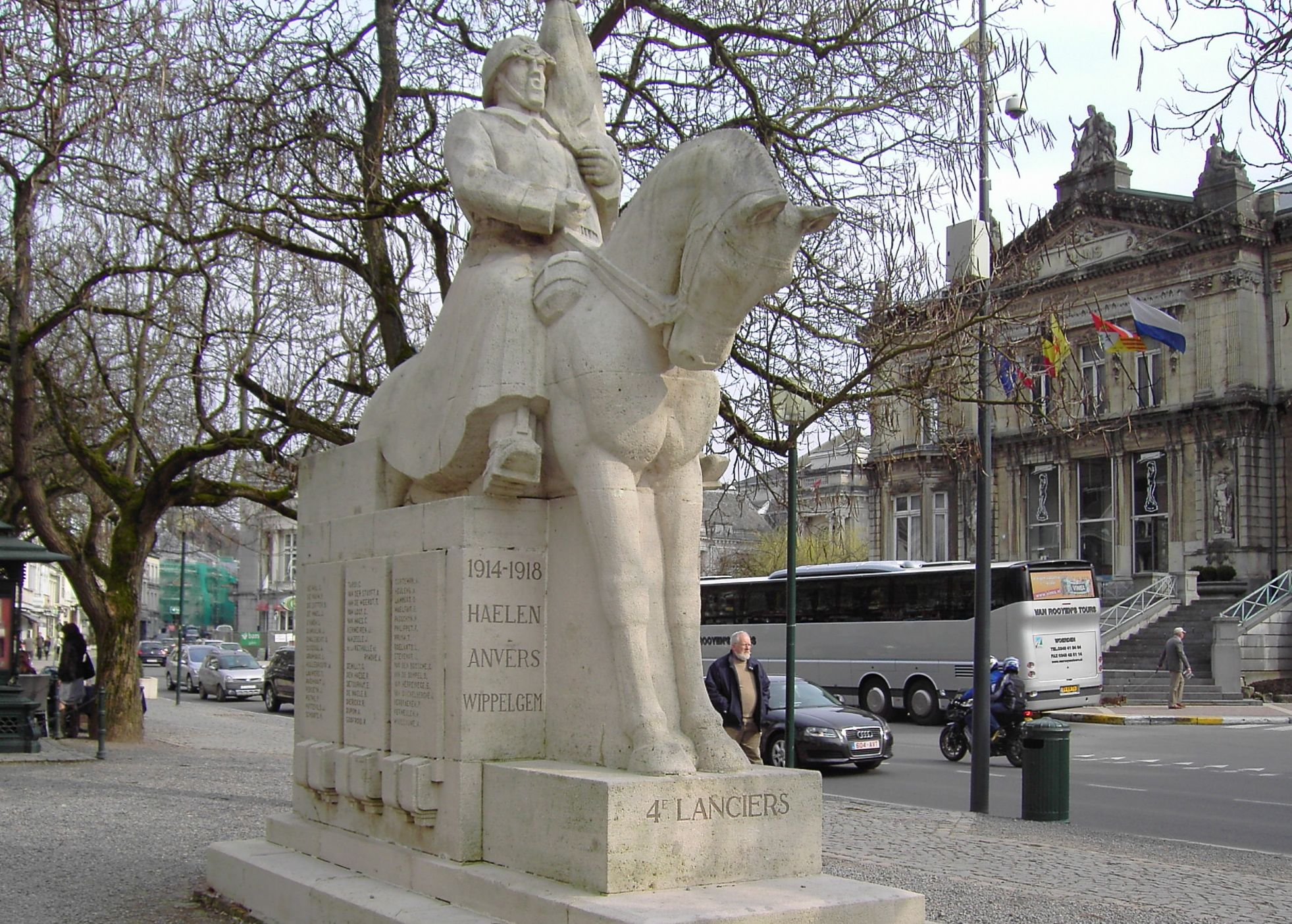
Monument voor het 4e regiment lansiers (1932), Spa
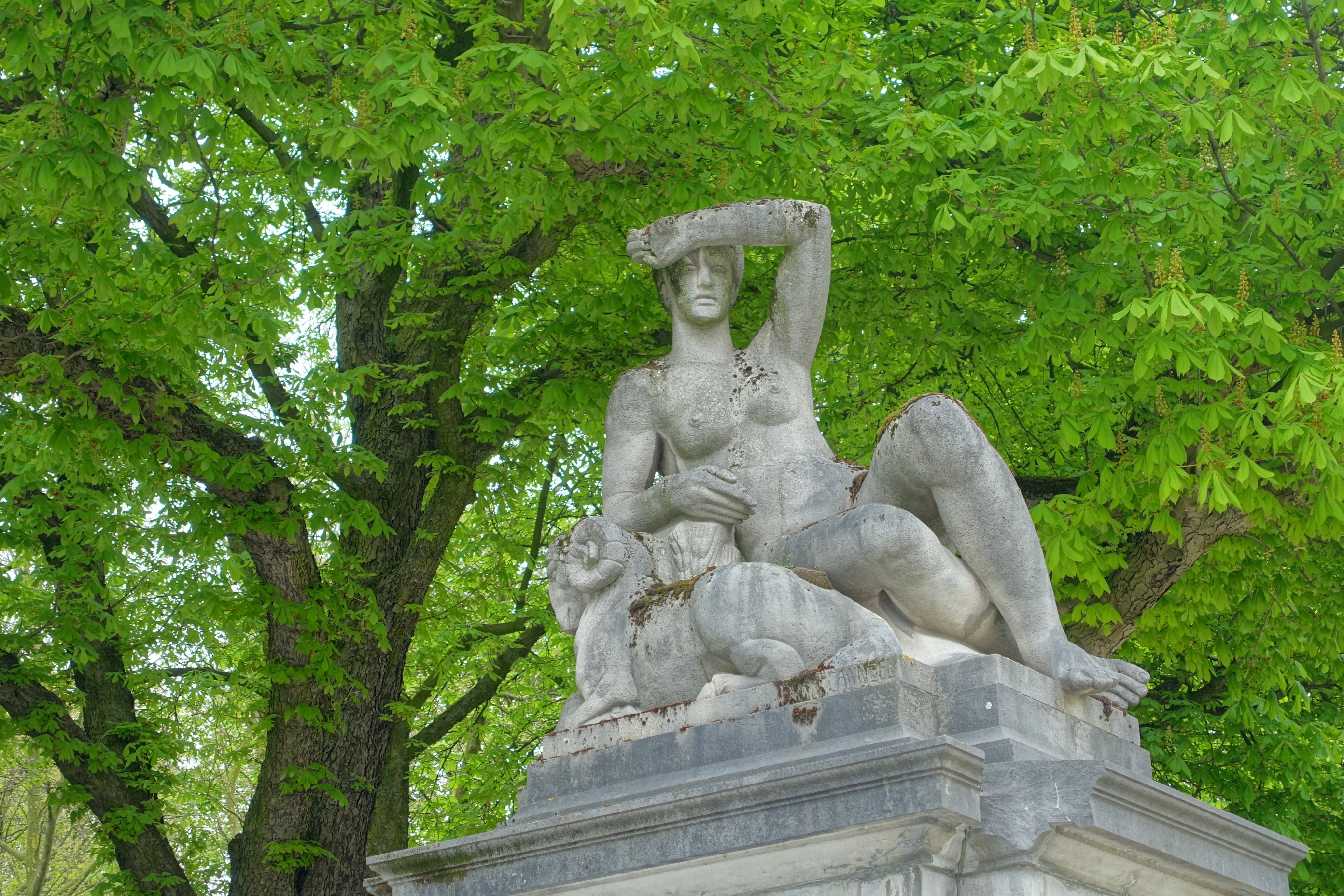
Zomer (1958), Brussel

- RKD-Nederlands Instituut voor Kunstgeschiedenis: 15115
- Union List of Artist Names: 500192660
- Virtual International Authority File: 96689328